# Triphleba antricola
Triphleba antricola är en tvåvingeart som först beskrevs av Schmitz 1918.  Triphleba antricola ingår i släktet Triphleba och familjen puckelflugor. Inga underarter finns listade i Catalogue of Life.